# Eini Käyhkö
 Eini Johanna Käyhkö, född Kotiranta 5 maj 1921 i Elimä, död 10 augusti 1987 i Esbo, var en finländsk musiker och lärare. Hon var från 1950 gift med sångaren Kauko Käyhkö.

## Biografi
Käyhkö började spelade dragspel med sin äldre brors tvårandiga innan hon som 12-åring fick ett eget dragspel. Sitt första offentliga framträdande gjorde hon som 14-åring under ett bröllop hos grannen. Senare flyttade hon till Kouvola och tog anställning i en musikaffär. Vid den här tiden var Onni Laihanen på resa i trakterna runt Kouvola och fick höra om Köyhkös dragspelsskicklighet. Laihanen stämde då träff med Käyhkö, som blev hans elev. 1945 hölls i Helsingfors de första mästerskapen i dragspel för kvinnor, i vilka Köyhkö segrade, liksom hon kom att göra tre år i rad. Under våren 1948 åkte Köyhkö och Maire Tammerlaakso på en femmånadersturné i Sverige, där de uppträdde i nationalparker. Köyhkö gjorde även en åtta månader lång turné till Norge och under våren 1949 reste hon tillsammans med sin blivande make, Kauko Käyhkö, till Paris för att uppträda radio. Under samma Parisresa träffade paret på dragspelaren Gus Viseur. Åren 1972-1973 gjorde makarna Käyhkö två resor till Amerika, där de uppträdde för finländska invandrare.
Eini Köyhkö var Finlands bästa kvinnliga dragspelare under 1940-talet, men var i grunden självlärd som musiker. Hon fick dock lektioner av Laihanen, Viljo Vesterinen och George de Godzinsky. Efter giftermålet med Kauko Käyhkö i mars 1950 drog sig Eini tillbaka som musiker till förmån för hushållsarbetet. Hon övergav solokarriären och kom i fortsättningen att enbart framträda som sin makes ackompanjatör i radio och TV. Under 1970-talet gav Eini Käyhkö en del privatlektioner i musik. 1966 medverkade Eini Käyhkö i filmen Voitko sä syömmes antaa.